# Max Levien
Ne doit pas être confondu avec Max Leven.
Pour les articles homonymes, voir Levien.
Max Levien (né le 21 mai 1885 à Moscou, mort exécuté le 16 juin 1937 en Union soviétique) est un militant communiste russo-germanique. Il joua un rôle critique lors des dernières semaines de la République des Conseils de Bavière.

## Biographie

### Ses débuts
Max Levien était le fils d'un négociant allemand protestant huguenot établi à Moscou, Ludwig Levien. Sa scolarité, commencée en 1893 au lycée allemand de Moscou, se poursuivit en 1897 à Meißen, où il passa son baccalauréat en 1902. À l'automne 1905, il interrompit ses études de biologie à l'université de Halle, pour prendre part à la Révolution russe de 1905. Arrêté comme membre du Parti socialiste révolutionnaire depuis 1906, il purgea en 1907-08 une peine de détention à Moscou. Libéré, Levien partit pour Zurich où il reprit ses études, et fut promu à l'été 1913. En Suisse il avait adhéré au Parti social-démocrate russe, mais après être entré en contact avec Lénine il rallia la faction bolchevique. Il repartit pour l'Allemagne et prit la nationalité allemande. Le 29 octobre 1913 il s'engagea volontaire au régiment d'infanterie de Bavière et servit sous les drapeaux de 1914 à 1918.

### La Révolution allemande en Bavière et la République des Conseils
Il participe à la Révolution allemande de 1918-1919 en tant que membre d'un Conseil de soldats. Il est élu président du Conseils de soldats de Munich et de la Ligue spartakiste de Munich. En tant que délégué de Munich, il est l'un des membres fondateurs du Parti communiste d'Allemagne (KPD). Avec Eugen Leviné, Levien prend la tête du KPD de Munich. Avec les anarchistes groupés autour d’Erich Mühsam, il reprend les rênes du gouvernement avec la Deuxième République des conseils, ce qui lui vaudra la critique des communistes. Arrêté à la chute de la République des Conseils, Levien parvient à s'enfuir en mai 1919 à Vienne, mais il y est de nouveau interpellé. Malgré les demandes répétées du tribunal de Bavière, le gouvernement autrichien n'extrada jamais Levien, et même le relaxe à la fin de l'année 1920.

### Exil soviétique
Max Levien déménage en 1921 à Moscou, où il participe à l'aide alimentaire en Russie. Coopté en 1922 comme membre du comité exécutif du Komintern, il participe au cinquième congrès du Komintern en 1924. Levien est en outre rédacteur en chef du journal du Komintern Sous la bannière du marxisme et enseigne à l’université communiste des minorités de l'Occident. En 1925, il devient membre du Parti communiste de Russie. Levien prend une part importante dans la disgrâce du chef du KPD, Arkadi Maslov, en 1925. Dans les années 1930, il occupe la chaire d'histoire et de philosophie des sciences de la nature à l'université Lomonossov.
Finalement Max Levien disparaît dans les purges staliniennes. Le 10 décembre 1936, il est arrêté par la NKVD puis condamné en mars 1937 à cinq années de camp ; mais le 16 juin, la peine est aggravée en peine capitale, immédiatement exécutable.